# Tennis (альбом)
Tennis — третий студийный альбом Криса Ри, выпущенный в 1980 году, и первый его альбом, где он выступил как продюсер. В 1992 году был переиздан на лейбле Warner-Elektra-Atlantic.

## Список композиций
Слова и музыка всех песен — Криса Ри.
| №   | Название                        | Длительность |
| --- | ------------------------------- | ------------ |
| 1.  | «Tennis»                        | 5:19         |
| 2.  | «Sweet Kiss»                    | 4:38         |
| 3.  | «Since I Don’t See You Anymore» | 3:44         |
| 4.  | «Dancing Girls»                 | 4:05         |
| 5.  | «No Work Today»                 | 2:39         |
| 6.  | «Every Time I See You Smile»    | 6:26         |
| 7.  | «For Ever And Ever»             | 4:10         |
| 8.  | «Good News»                     | 3:54         |
| 9.  | «Friends Across the Water»      | 3:44         |
| 10. | «Distant Summers»               | 2:11         |
| 11. | «Only With You»                 | 3:44         |
| 12. | «Stick It»                      | 5:20         |

### Синглы
1. «Tennis» с бонус-треком «If You Really Love Me».
2. «Dancing Girls» с бонус-треком «Friends Across the Water».

## В записи участвовали
- Крис Ри — вокал, гитара, клавишные, синтезатор, продюсер
- Роберт Авай — гитара
- Дэйв Бёртон — гитара
- Мик Хатченсон — гитара, бас-гитара
- Брюс Линч[англ.] — бас-гитара
- Йохан О’Нейлл — бас-гитара
- Кевин Лич — клавишные
- Макс Миддлтон[англ.] — клавишные
- Грэм Уотсон — клавишные, синтезатор, аккордеон
- Пит Уингфилд — клавишные, пианино
- Джефф Дрисколл — саксофон
- Рафаэль Рейвенскрофт — саксофон
- Рауль Гонзалес — тромбон
- Ли Торнберг[англ.] — труба
- Дэйв Мэттекс[англ.] — барабаны
- Норман Ноузбэйт — барабаны
- Эйдриан Ри — барабаны
- Мартин Дитчэм — ударные
- Марк Ри — ударные
- Джимми Чэмберс — бэк-вокал
- Джордж Чэндлер — бэк-вокал
- Стюарт Эппс[англ.] — бэк-вокал
- Watsoni — бэк-вокал